# Бомбардовање Сурдулице 1999.
Бомбардовање Сурдулице 1999. се догодило у току НАТО бомбардовања Савезне Републике Југославије. У току НАТО бомбардовања, сам град Сурдулица је бомбардован у три наврата а околина више од десет пута. Од последица ових напада погинуло је 50 цивила а 204 је повређено. Уништена је или оштећена чак четвртина стамбених објеката у граду. Сурдулица је имала највише цивилних жртава у НАТО бомбардовању у односу на укупан број становника.

## Хронологија напада

### 21. април
НАТО је бомбардовао избегличко насеље у Сурдулици у коме су биле смештене српске избеглице из Републике Српске Крајине. Тада је погинуло 10 цивила, од којих шесторо деце. Рањено је 16 цивила.

### 27. април
НАТО авијација је око поднева бомбардовала густо насељени део Сурдулице, насеље Чубрине ливаде, недалеко од центра града. У овом нападу НАТО авијација испалила више од десет пројектила. Осим овог дела града, бомбардовано је и насеље Пискавица у источном делу града. У овом нападу погинуло је 20 цивила, међу којима и 12 деце. Повређено је више од 100 цивила, а срушено је или оштећено преко 500 кућа. Змај Јовина улица је од последица бомбардовања потпуно разрована а на раскрсници је петнаестак кућа тешко оштећено, а неколико до темеља порушено. Највећа разарања су била у комплексу породичних зграда у тој улици. Највише погинулих било је у кући породице Милић, у којој је погинуло 15 људи: шесточлана породица Милић и девет њихових комшија. Сви су се у тренутку бомбардовања налазили у подруму куће, у коме су безуспешно покушали да се спасу од НАТО бомби.

### 31. мај
НАТО авијација је у току ноћи бомбардовала геронтолошки центар, санаторијум за плућне болести и павиљон у коме су биле смештене избеглице из Републике Српске Крајине. Тада је убијено 20 цивила а 88 повређено.

## Реакције
Након највећег ваздушног напада на Сурдулицу, 27. априла, у коме је погинуло 20 цивила, портпарол НАТО-а Џејмс Шеј изјавио да је реч о „једној бомби која је промашила циљ“, али га је демантовао извештач америчке ТВ мреже Си-Ен-Ен, који је, на основу оног што је видео на лицу места, рекао: "Нема никакве сумње, потпуно сам уверен на основу онога што видим да је овде пало више од једне бомбе“.
Поводом овог стравичног напада, италијански дневник „Манифесто” изашао је 29. априла 1999. године са потпуно белом насловном страном у знак протеста због масакра који је починио НАТО у Сурдулици. На самом дну прве стране дневника написана је порука „Деца нас не гледају”.